# Elisabeth-Siegel-Preis
Der Elisabeth-Siegel-Preis wurde 2001 zum 100. Geburtstag der Pädagogin und Professorin Elisabeth Siegel (1901–2002) aus Osnabrück von der Arbeitsgemeinschaft Sozialdemokratischer Frauen gestiftet. Es ist der einzige Preis der Stadt Osnabrück, der alle zwei Jahre ausschließlich an Frauen vergeben wird. Über die Vergabe entscheiden Jurorinnen aus Verbänden wie der Arbeitsgemeinschaft Osnabrücker Frauenverbände und dem Frauenbündnis Osnabrücks. Der vom Ernst-Weber-Fonds verwaltete Preis ist mit 1000 Euro dotiert. Mit dem Preis soll die Arbeit von Frauen im Sinne der Lebensleistung von Elisabeth Siegel, Trägerin der Justus-Möser-Medaille, als Streiterin für demokratische Grundrechte und die Rechte der Frauen gewürdigt werden. Er soll Frauen in ihrem demokratischen Einsatz ermutigen und diesen in der Öffentlichkeit sichtbar machen. Der erste Elisabeth-Siegel-Preis ging im August 2001 noch zu Lebzeiten Elisabeth Siegels an die Osnabrücker Künstlerin Gertrud Margarita Krüger.

## Weitere Preisträgerinnen
- 2003 Ulrike Schmidt, Redakteurin der Neuen Osnabrücker Zeitung
- 2005 Tilly Bakker-Grunwald (1947–2006), Professorin für Biochemie an der Universität Osnabrück
- 2007 Hela Lahrmann, Mitgründerin des Frauenkulturvereins „Mother Jones“ und des Internationalen Frauennetzes Osnabrück
- 2013 Martina Scholz, Kulturplanerin der Lagerhalle Osnabrück[1]
- 2015 Antonia Martin Sanabria, Streetworkerin und wissenschaftliche Mitarbeiterin der Hochschule Osnabrück[2]

## Nachweise
1. ↑  Auszeichnung für Martina Scholz
2. ↑  Regine Hoffmeister: Osnabrücker Elisabeth-Siegel-Preis: Antonia Martin-Sanabria für soziales Engagement geehrt. In: Osnabrücker Zeitung. 13. November 2015 (noz.de [abgerufen am 3. September 2017]).